# Kijanka (wieś)
Kijanka – wieś sołecka w Polsce, położona w województwie mazowieckim, w powiecie lipskim, w gminie Chotcza.
| SIMC    | Nazwa           | Rodzaj    |
| ------- | --------------- | --------- |
| 0616267 | Kolonia Kijanka | część wsi |
| 0616273 | Mała Wieś       | część wsi |
| 0616280 | Pod Rzeką       | część wsi |

W latach 1975–1998 wieś administracyjnie należała do województwa radomskiego.
Wieś w powiecie radomskim w województwie sandomierskim w XVI wieku była własnością kasztelana lubelskiegoAndrzeja Firleja. 
Wierni Kościoła rzymskokatolickiego należą do parafii Świętej Trójcy w Chotczy Dolnej.